# President d'Alemanya
El President d'Alemanya (en alemany: Bundespräsident) és el cap d'estat d'Alemanya. La Llei Fonamental atorga a la presidència uns poders d'un caràcter fonamentalment representatiu perquè per a prevenir els problemes que es van donar durant la República de Weimar no té capacitat de maniobra en el procés d'elecció del canceller ni pot dictar decrets d'urgència.
Des del 1945, el president és elegit per l'Assemblea federal, un òrgan polític que només es constitueix per a aquest encàrrec.

## Poder i funcions
La Llei Fonamental confereix a la presidència uns poders fonamentalment representatiu per prevenir els problemes que es van donar durant la República de Weimar. Quan s'ha d'escollir el canceller federal, el President pot proposar un candidat, però no és vinculant per al parlament. Qualsevol acte oficial del President requereix el vistiplau del Govern Federal i (a diferència del President del Reich durant la República de Weimar) no pot promulgar decrets d'emergència.
D'acord amb la Llei Fonamental, el President Federal és el representant de tot l'Estat i, per tant, ha de suspendre la seva militància si pertany a algun partit (cosa que ha passat amb tots els Presidents Federals fins a l'actualitat).
El President Federal és l'encarregat de signar les lleis perquè puguin ser publicades en el Bundesgesetzblatt (Butlletí Oficial de l'Estat) i entrin en vigor. Pot negar-se a signar una llei si dubta de la seva constitucionalitat, però, en aquest cas, els altres òrgans constitucionals (Bundestag, Bundesrat i Govern Federal) podrien apel·lar al Tribunal Constitucional perquè es pronunciés en el cas. Si el Tribunal Constitucional decidís la constitucionalitat de la llei, el President Federal hauria de signar o dimitir. Des de 1949, el President Federal només s'ha negat cinc vegades a signar una llei, i en cap d'aquests casos es va apel·lar el Tribunal Constitucional.
Només en algunes situacions concretes d'excepció el President Federal té competències polítiques autèntiques. Pot dissoldre el Parlament Federal (Bundestag) en dos casos:
1. Si en l'elecció del Canceller Federal cap candidat aconsegueix la majoria absoluta després de tres votacions, el President Federal pot decidir entre nomenar al candidat més votat perquè formi un govern en minoria, o dissoldre el Bundestag i convocar eleccions noves (art. 63 GG). No obstant això, des de 1949 mai s'ha donat aquest cas.
2. Si el Canceller afronta una moció de confiança i la perd (art. 68 GG). Fins a l'actualitat, això ha passat tres vegades (1972, 1983, 2005), sempre provocades pel Govern Federal per forçar intencionadament eleccions anticipades, ja que el sistema parlamentari alemany no preveu cap altra forma per dissoldre el Bundestag.

## Llista de presidents d'Alemanya

### Presidents del Reich Alemany (1919-1945)
| No. | President                          | President           | Títol                    | Inici                | Fi                   | Partit |
| --- | ---------------------------------- | ------------------- | ------------------------ | -------------------- | -------------------- | ------ |
| 1.  | Friedrich Ebert (1871-1925)        | Friedrich Ebert     | Reichspräsident          | 11 de febrer de 1919 | 28 de febrer de 1925 | SPD    |
| -   | Hans Luther (Interí) (1879-1962)   | Hans Luther         | Acting Reichspräsident   | 28 de febrer de 1925 | 12 de març de 1925   | DVP    |
| -   | Walter Simons (Interí) (1861-1937) | Walter Simons       | Acting Reichspräsident   | 12 de març de 1925   | 12 de maig de 1925   | (cap)  |
| 2.  | Paul von Hindenburg (1847-1934)    | Paul von Hindenburg | Reichspräsident          | 12 de maig de 1925   | 2 d'agost de 1934    | (cap)  |
| 3.  | Adolf Hitler (1889-1945)           | Adolf Hitler        | Führer und Reichskanzler | 2 d'agost de 1934    | 30 d'abril de 1945   | NSDAP  |
| 4.  | Karl Dönitz (1891-1980)            | Karl Dönitz         | Reichspräsident          | 30 d'abril de 1945   | 23 de maig de 1945   | NSDAP  |

### Caps d'Estat de laRepública Democràtica Alemanya(1949-1990)
| No. | President                               | President            | Títol                             | Inici                  | Fi                     | Partit |
| --- | --------------------------------------- | -------------------- | --------------------------------- | ---------------------- | ---------------------- | ------ |
| -   | Johannes Dieckmann (Interí) (1893-1969) | Johannes Dieckmann   | President de la Cambra del Poble  | 7 d'octubre de 1949    | 11 d'octubre de 1949   | LDPD   |
| 1.  | Wilhelm Pieck (1876-1960)               | Wilhelm Pieck        | President de l'Estat              | 11 d'octubre de 1949   | 7 de setembre de 1960  | SED    |
| -   | Johannes Dieckmann (Interí) (1893-1969) | Johannes Dieckmann   | President de la Cambra del Poble  | 7 de setembre de 1960  | 12 de setembre de 1960 | LDPD   |
| 2.  | Walter Ulbricht (1893-1973)             | Walter Ulbricht      | President del Consell d'Estat     | 12 de setembre de 1960 | 1 d'agost de 1973      | SED    |
| -   | Friedrich Ebert (Interí) (1894-1979)    | Friedrich Ebert      | Vicepresident del Consell d'Estat | 1 d'agost de 1973      | 3 d'octubre de 1973    | SED    |
| 3.  | Willi Stoph (1914-1999)                 | Willi Stoph          | President del Consell d'Estat     | 3 d'octubre de 1973    | 29 d'octubre de 1976   | SED    |
| 4.  | Erich Honecker (1912-1994)              | Erich Honecker       | President del Consell d'Estat     | 29 d'octubre de 1976   | 24 d'octubre de 1989   | SED    |
| 5.  | Egon Krenz (*1937)                      | Egon Krenz           | President del Consell d'Estat     | 24 d'octubre de 1989   | 6 de desembre de 1989  | SED    |
| 6.  | Manfred Gerlach (1928-2011)             | Manfred Gerlach      | President del Consell d'Estat     | 6 de desembre de 1989  | 5 d'abril de 1990      | LDPD   |
| 7.  | Sabine Bergmann-Pohl (*1946)            | Sabine Bergmann-Pohl | Presidenta de la Cambra del Poble | 5 d'abril de 1990      | 2 d'octubre de 1990    | CDU    |

### Presidents de la República Federal Alemanya (des de 1949)
| No. | President                          | President               | Títol                   | Inici                  | Fi                     | Partit |
| --- | ---------------------------------- | ----------------------- | ----------------------- | ---------------------- | ---------------------- | ------ |
| -   | Karl Arnold (Interí) (1901-1958)   | Karl Arnold             | President del Bundesrat | 7 de setembre de 1949  | 12 de setembre de 1949 | CDU    |
| 1.  | Theodor Heuss (1884-1963)          | Theodor Heuss           | President Federal       | 12 de setembre de 1949 | 12 de setembre de 1959 | FDP    |
| 2.  | Heinrich Lübke (1894-1972)         | Heinrich Lübke          | President Federal       | 12 de setembre de 1959 | 30 de juny de 1969     | CDU    |
| 3.  | Gustav Heinemann (1899-1976)       | Gustav Heinemann        | President Federal       | 1 de juliol de 1969    | 30 de juny de 1974     | SPD    |
| 4.  | Walter Scheel (1919-2016)          | Walter Scheel           | President Federal       | 1 de juliol de 1974    | 30 de juny de 1979     | FDP    |
| 5.  | Karl Carstens (1914-1992)          | Karl Carstens           | President Federal       | 1 de juliol de 1979    | 30 de juny de 1984     | CDU    |
| 6.  | Richard von Weizsäcker (1920-2015) | Richard von Weizsäcker  | President Federal       | 1 de juliol de 1984    | 30 de juny de 1994     | CDU    |
| 7.  | Roman Herzog (1934-2017)           | Roman Herzog            | President Federal       | 1 de juliol de 1994    | 30 de juny de 1999     | CDU    |
| 8.  | Johannes Rau (1931-2006)           | Johannes Rau            | President Federal       | 1 de juliol de 1999    | 30 de juny de 2004     | SPD    |
| 9.  | Horst Köhler (1943-2025)           | Horst Köhler            | President Federal       | 1 de juliol de 2004    | 31 de maig de 2010     | CDU    |
| -   | Jens Böhrnsen (Interí) (*1949)     | Jens Böhrnsen           | President del Bundesrat | 31 de maig de 2010     | 30 de juny de 2010     | SPD    |
| 10. | Christian Wulff (*1959)            | Christian Wulff         | President Federal       | 30 de juny de 2010     | 17 de febrer de 2012   | CDU    |
| -   | Horst Seehofer (Interí) (*1949)    | Horst Seehofer          | President del Bundesrat | 17 de febrer de 2012   | 18 de març de 2012     | CSU    |
| 11. | Joachim Gauck (*1940)              | Joachim Gauck           | President Federal       | 18 de març de 2012     | 19 de març de 2017     | (cap)  |
| 12. | Frank-Walter Steinmeier (*1956)    | Frank-Walter Steinmeier | President Federal       | 19 de març de 2017     | actualitat             | SPD    |

## Símbols

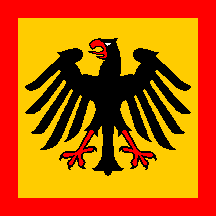
Estendard Presidencial 1921-1926
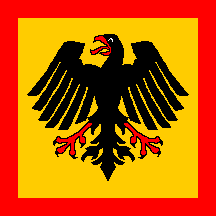
Estendard Presidencial 1926-1928
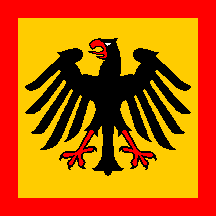
Estendard Presidencial 1928-1933
Estendard Presidencial 1933-1935
Estendard d'Adolf Hitler
Estendard del president actual
Estendard del President d'Alemanya Oriental
Bandera del President del Consell d'Estat d'Alemanya Oriental